# Pimoa mono
Pimoa mono är en spindelart som beskrevs av Gustavo Hormiga 1994. Pimoa mono ingår i släktet Pimoa och familjen Pimoidae. Inga underarter finns listade i Catalogue of Life.